# 楮町
楮町（こうじまち）は、江戸期から現在にかけての青森県弘前市の地名。郵便番号は036-8005。2017年6月1日現在の人口は92人、世帯数は56世帯。
楮（コウゾ）の読みが「コウジ」になっている。

## 地理
青森県道109号弘前平賀線沿いに位置。南大町の北側に位置し、町域の北西部から東部にかけて大町、東部から南部にかけて南大町、南部から北西部かけては松森町に接する。

## 歴史
町の本格的な形成は、国日記元禄十四年（1701年）5月20日条によれば、藩の人間が、楮畑と楮作人20人分の屋敷地と木材を給されて行われたのが始まりとされている。そして享保4年（1719年）頃、町内には22軒の町屋があったとされている。また、明治初年の「新撰陸奥国史」には、「日雇を業とするもの過半にして商業は少し、家数59軒」とある。

### 沿革
- 江戸期 - 弘前城下の一町。
- 明治初年～明治22年 - 弘前を冠称。
- 1899年（明治22年） - 弘前市に所属。
- 1966年（昭和41年） - 一部が大町一・二丁目になる。
- 1983年（昭和58年） - 一部が南大町一丁目になる。

## 施設

### 商業
- 読売新聞弘前中央専売所
- 葛西冷凍工業弘前サービスセンター

## 小・中学校の学区
市立小・中学校に通う場合、学区は以下の通りとなる。
| 大字 | 番地 | 小学校                 | 中学校             |
| ---- | ---- | ---------------------- | ------------------ |
| 楮町 | 全域 | 弘前市立第三大成小学校 | 弘前市立第三中学校 |

## 交通
弘南バス
- 「楮町」停留所
  - 城東環状100円バス（大町回り）[3]
  - 福田線
  - 聖愛高校線、駒越線[4]
- 「中央松森町」停留所
  - 川先線、小比内線、福田線